# Newton Bewley
Newton Bewley – wieś i civil parish w Anglii, w hrabstwie Durham, w dystrykcie (unitary authority) Hartlepool. Leży 25 km na południowy wschód od miasta Durham i 356 km na północ od Londynu. W 2001 roku civil parish liczyła 63 mieszkańców.